# Блајтвуд (Јужна Каролина)
Блајтвуд (енгл. Blythewood) град је у америчкој савезној држави Јужна Каролина.

## Демографија
По попису из 2010. године број становника је 2.034, што је 1.864 (1096,5%) становника више него 2000. године.
| Група             | 2000.       | 2010.         |
| Белци             | 135 (79,4%) | 1.383 (68,0%) |
| Афроамериканци    | 31 (18,2%)  | 549 (27,0%)   |
| Азијати           | 0 (0,0%)    | 20 (1,0%)     |
| Хиспаноамериканци | 4 (2,4%)    | 57 (2,8%)     |
| Укупно            | 170         | 2.034         |